# Yákornaya Shchel
Yákornaya Shchel (del ruso: Я́корная Щель) es un microdistrito perteneciente al distrito de Lázarevskoye de la unidad municipal de la ciudad-balneario de Sochi del krai de Krasnodar del sur de Rusia.
Está situado en la región noroeste del distrito, al sureste de Lázarevskoye, en la desembocadura del río Jadzhipse o Yákornaya Shchel en la orilla nororiental del mar Negro. Al sureste del núcleo del microdistrito desemboca el río Beranda.

## Historia
El nombre de Yákornaya Shchel tiene su origen en un ancla (en ruso: Якорь, yákor) fabricada en la región de los Urales en 1719 y que fue instalada en varios buques de la flota del mar Negro del Imperio ruso. A principios del siglo XX fue rescatada por buzos del buque Penderaklia hundido por un temporal frente al litoral del actual microdistrito. El ancla fue trasladada en 1913 a Sochi, donde forma parte del monumento Ancla y Cañón (Якорь и пушка), dedicado a la victoria del ejército ruso sobre el otomano en la guerra ruso-turca de 1828-1829.

## Economía y transporte
El principal motor de la economía local es el turismo, por su pequeña playa de gravilla.
En el litoral del microdistrito se halla una estación de ferrocarril, construida en 1951, de la línea Tuapsé-Sujumi de la red del ferrocarril del Cáucaso Norte. La carretera federal M27 Dzhubga-frontera abjasa atraviesa la localidad y constituye su calle principal.

## Galería

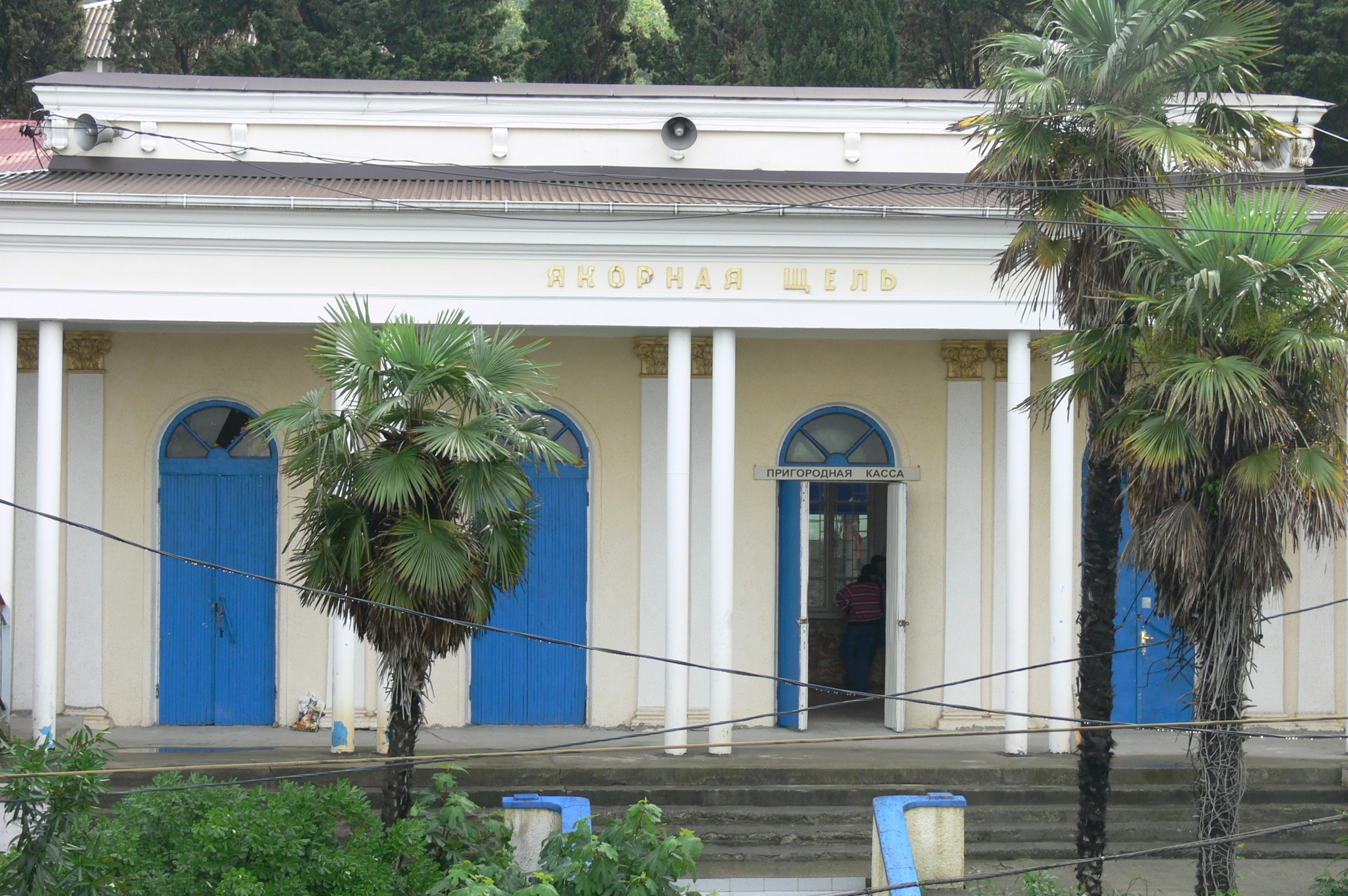
Estación de ferrocarril de Yákornaya Shchel.
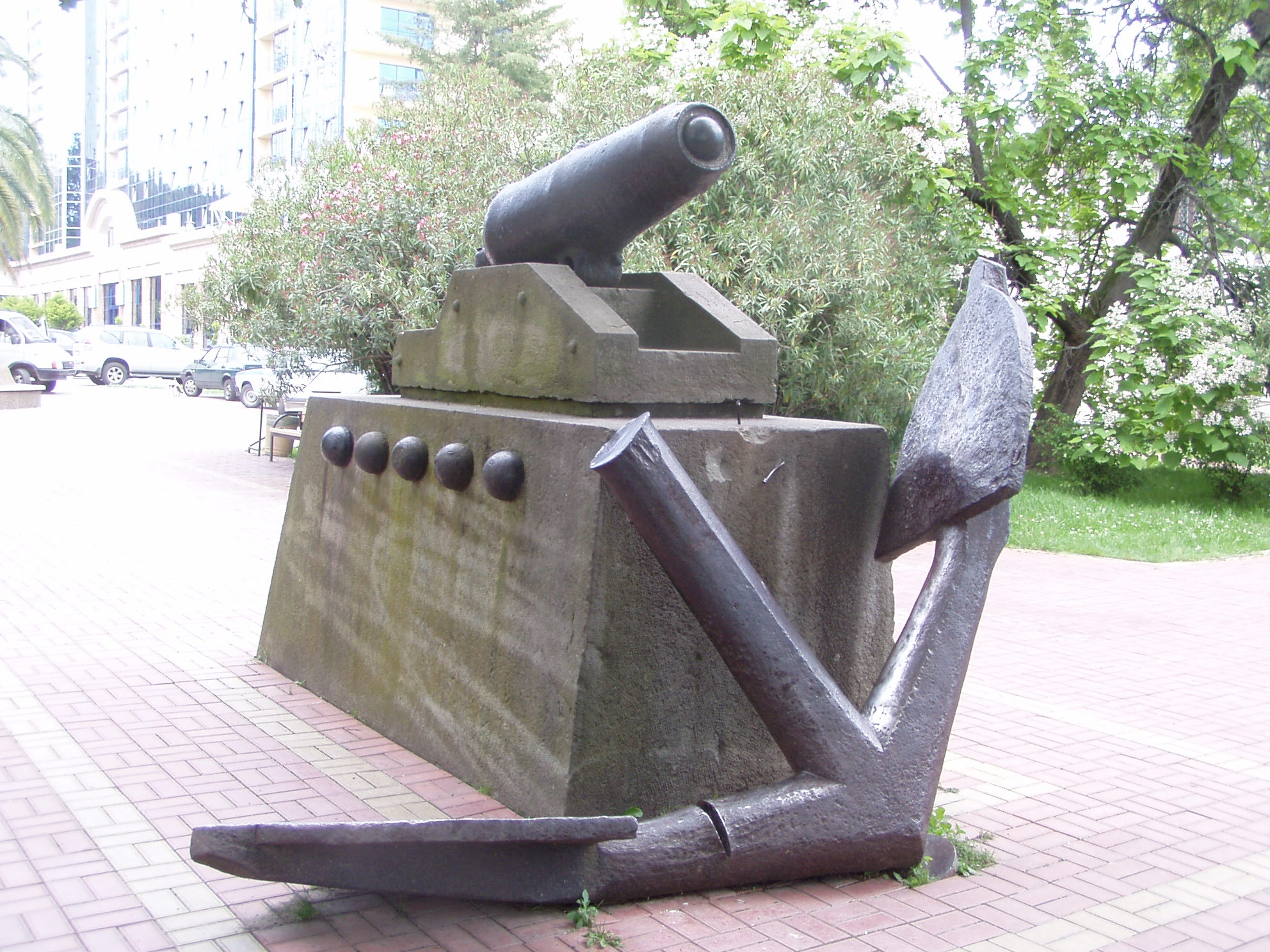
Monumento Ancla y cañón de Sochi, donde se conserva el ancla que da nombre al microdistrito.